# Laura (klooster)
Laura, naam afgeleid van het Griekse λαύρα, is een monnikengemeenschap waarin de monniken als kluizenaars wonen in een eigen grot, cel of huisje onder de leiding van een abt. De monniken voorzien in hun eigen onderhoud. Meestal zijn kerk en refter de enige gemeenschappelijke voorzieningen.

## Het ontstaan van de laura
In de derde eeuw trad het christendom na eeuwen van onderdrukking in de openbaarheid. Een belangrijk streven werd het zoeken naar de zuivere beleving van het geloof met Jezus Christus als voorbeeld. In het dagelijks leven met zijn vele verleidingen werd dit niet goed mogelijk geacht.
In navolging van Antonius de Grote zochten de zogenaamde anachoreten het in de absolute afzondering in woestijn of gebergte: Anderen verenigden zich in kloosters, gesloten leefgemeenschappen waarin men leefde volgens de cenobitische regels, 192 in getal, die waren opgesteld door de H. Pachomius (292-348).
Een aparte groep vormden de laura's. In de laura vormden de monniken weliswaar een kleine gemeenschap onder leiding van een abt, maar ze leefden als heremieten afzonderlijk in hun cellen of grotten. Er waren wel een kerk en eetzaal, die bij bepaalde gelegenheden gebruikt werden. De eerste laura's werden rond 320 gesticht. Als oudste geldt die in Pharan (of Ain Farsa) in Palestina, gesticht door de H. Chariton. Chariton verliet Pharan weer en stichtte later nog twee kloosters. Andere stichters van laura's waren de H. Euthymius, de H. Abas (443?-532) en de H. Hilarion. Ze lagen verspreid in Egypte, Palestina en Syrië. Een van de bekendste is de laura Mas Saba, gesticht door de H. Sabas.
De eerste laura in West-Europa ontstond in Marmoutier bij Tours in Frankrijk. Ook op de berg Athos bevindt zich een groot laura, Moni Megistis Lavras (Μονή Μεγίστης Λαύρας),
die stamt uit de 10e eeuw, en de Agia Lavra bij de stad Kalavrita. In Oekraïne ontstonden laura's in Kiev (11e eeuw) en Potsjajiv (15a eeuw) en in Rusland in Sergiev Posad (16e eeuw) en Sint-Petersburg (18e eeuw), in het Russisch lavra genoemd. Veel laura's hebben hun oorspronkelijke intenties opgegeven, de naam is daarna vaak gebleven (Athos, Kiev, Sint-Petersburg). De kartuizer orde heeft het principe van de laura in zijn regels opgenomen.

## Lijst van kloosters in de woestijn van Judea (Westelijke Jordaanoever)
De laura 's op de Westelijke Jordaanoever zijn nauwkeurig geboekstaafd in de "catalogi" van Vailhé (1899-1900) en Hirschfeld (1990)

### De kloosters van Chariton
1. Laura van Qalamon (omstreeks 320- 8e eeuw). Ontdekt door Féderlin in 1903.
2. Laura van Pharan (omstreeks 320 - 7e eeuw). Ontdekt door Marti 1880.
3. Laura van Elpide, Duqa (omstreeks 325 – 5e eeuw ?). Ontdekt door von Riess in 1896. (Gerestaureerd).
4. Vieille Laure, Shuqa of souka (omstreeks 330 – 13e eeuw). Ontdekt door von Riess, 1896.
5. Ermitage van Soussakim (genoemd in 524).
6. Klein klooster (9e eeuw). Ontdekt door Hirschfeld in 1990.
7. Klooster van Dinys & Théodose (9e eeuw). Ontdekt door Hirschfeld in 1990.

### De kloosters van Euthymius
1. Klooster van Théoctiste (421 – 12e eeuw). Ontdekt door Féderlin in 1894.
2. Laures van Marda (omstreeks 426 – 6e/7e eeuw). Ontdekt door Lagrange in 1894.
3. Kaparbaricha (omstreeks 426 - 7e eeuw). Ontdekt door Hirschfeld in 1985.
4. Laure (Klooster) van Euthymius (428 -12e eeuw). Ontdekt door Furrer in 1880 (Bezocht door Guérin in 1874).
5. Laura van Marinos of Photinos (omstreeks 440 - 7e eeuw). Ontdekt door Corbo in 1955.
6. Klooster van Louqas (omstreeks 440 - 7e eeuw). Ontdekt door Vailhé in 1900.
7. Toren van Eudocie, Klooster van Jean le Scholaire (omstreeks 455 - 7e eeuw). Ontdekt door Furrer in 1880.
8. Laura van Gérasime (omstreeks 455 - ?-12e eeuw). Ontdekt door Féderlin in 1903. (Gerestaureerd)
9. Klooster van Markianos (omstreeks 455 - 7e eeuw of 9e eeuw ?). Ontdekt door von Riess in 1896.
10. Monastère de Saint-Pierre (459 - 7e eeuw). Ontdekt door Schneider in 1934.
11. Monastère de Martyrios (omstreeks 465 - 7e eeuw). Ontdekt door van Kasteren in 1890. (Tegenwoordig indrukwekkend toeristisch doel in Ma'aleh Adumim).
12. Klooster van Élias (id.). Ontdekt door Féderlin in 1903.
13. Klooster van Eunuques (id.). Ontdekt door Féderlin in 1903.
14. Klooster van Gabriël (id.). Ontdekt door Corbo in 1951.

### De kloosters van Sabas
1. Klooster van Théodose ((omstreeks 470 -14e eeuw). (Gerestaureerd).
2. Klooster van Théognios (omstreeks 475 - 7e eeuw). Ontdekt door Corbo in 1955.
3. Klooster van Eustathe (5e – 6e eeuw). Ontdekt door Hirchfeld in 1990.
4. Laura van Sabas (even voor 483) en (Monastère Mar Saba).
5. Klooster van Castellion (492) – 10e eeuw). Ontdekt door Palmer in 1881.
6. Mikron (493 -6e eeuw). Ontdekt door Corbo in 1958.
7. Nouvelle-Laure (omstreeks 455 - 7e eeuw). Ontdekt door Hirschfeld in 1985.
8. Klooster van Spélaion (508 - 7e eeuw). Ontdekt door Furrer in 1880.
9. Laura van Sept-Bouches (510 - 7e eeuw). Ontdekt door Delau in 1899.
10. Klooster van Zannos (511 - 7e eeuw). Ontdekt door Hirschfeld in 1983.
11. Kloosters van Sévérien (omstreeks 515 - 7e eeuw). Ontdekt door Hirschfeld in 1990.
12. Laura van Firmin (omstreeks 515 - 7e eeuw). Ontdekt door Lagrange in 1889.
13. Laura van Tours (omstreeks 515 - 7e eeuw). Onderzocht door Féderlin in 1903.
14. Laura van Jeremias (531 - 7e eeuw). Ontdekt door Palmer in 1881.
15. Laura van de Bron (voor 553 - 7e eeuw). Ontdekt door Hirschfeld in 1990.
16. Soubiba van Besses (voor het begin van de 6e eeuw - 7e eeuw). Onderzocht door Féderlin in 1903.

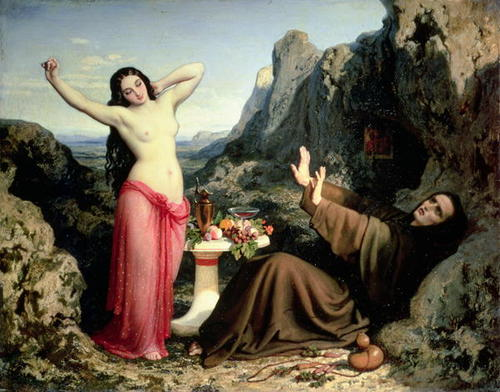
De verzoeking van de H. Hilarion
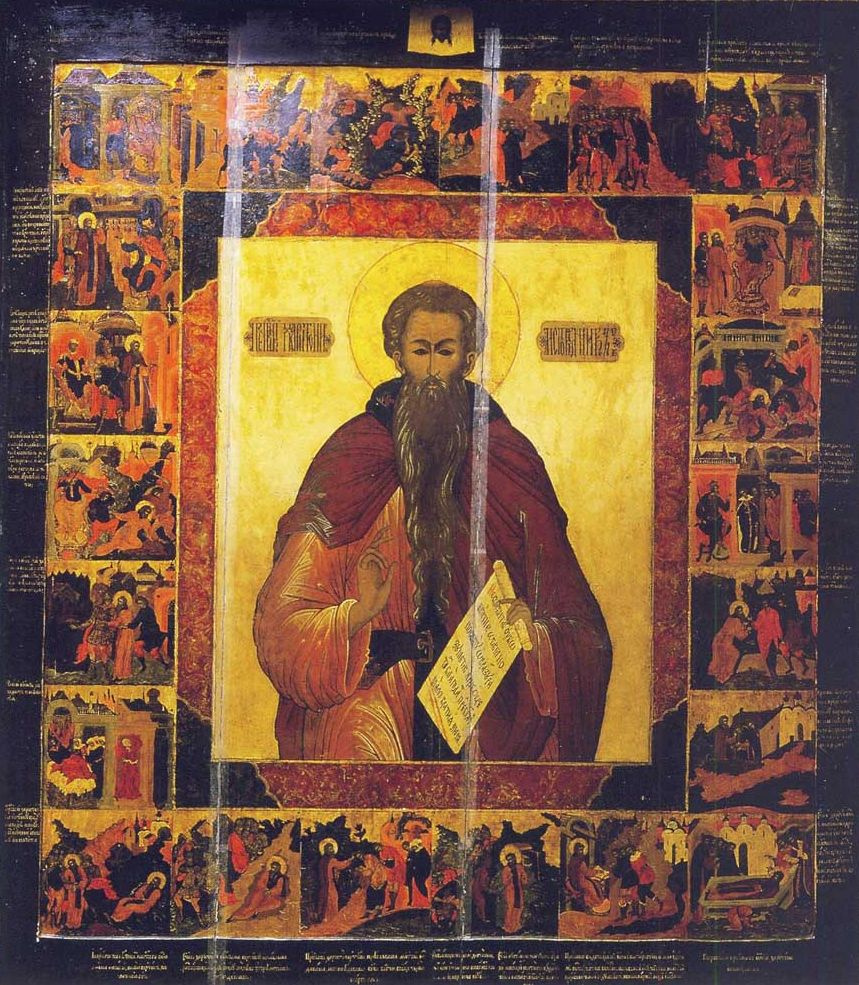
Icoon van de H. Chariton met vita scenes
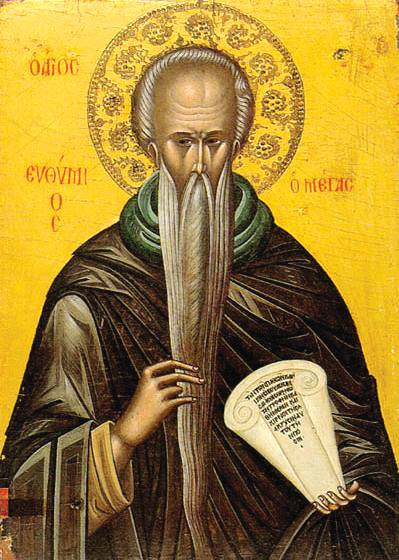
Icoon van de H. Euthymius de Grote
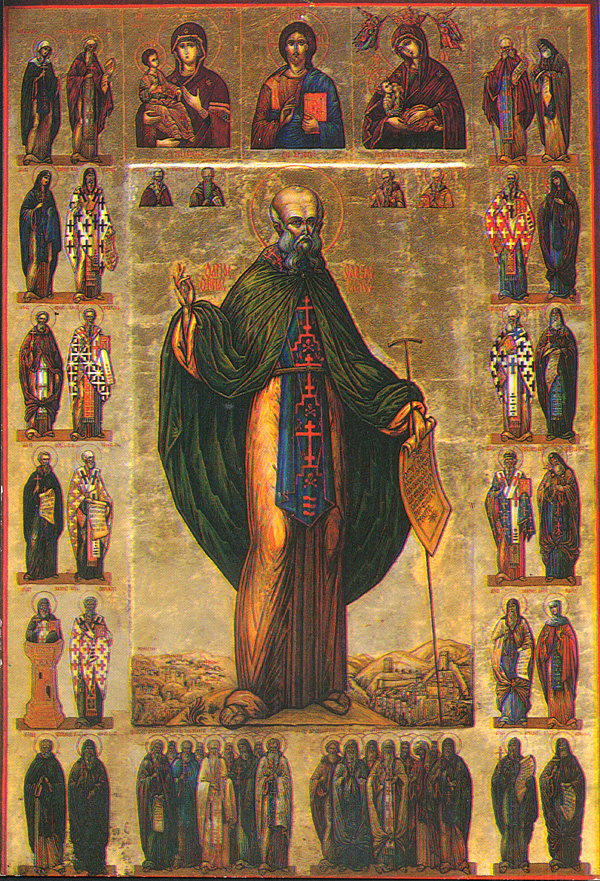
Icoon van de H. Sabbas de Heilige
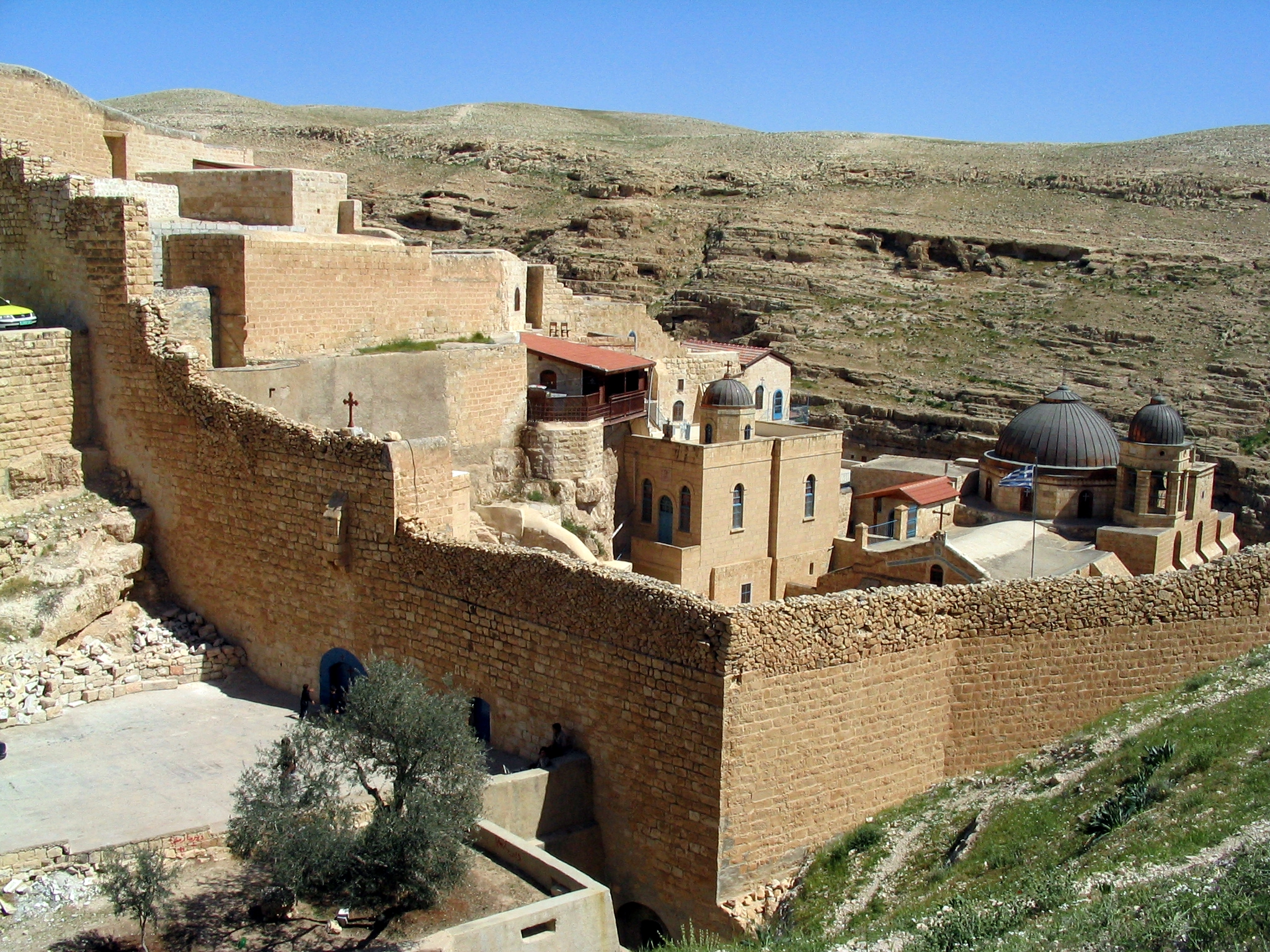
Klooster Mar Saba
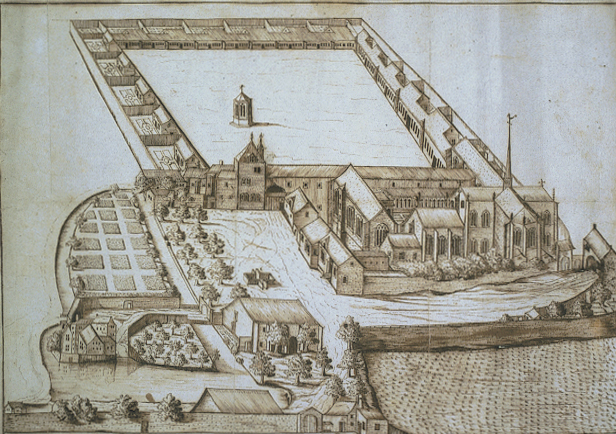
Kartuizer klooster Champmol in 1686. De hof met de cellen rondom: een laura